# Willa komendanta obozu Plaszow
Willa komendanta obozu koncentracyjnego Plaszow tzw. Czerwony Dom czy jak oryginalnie przed wojną nazwana Willa Pod Skałą – zabytkowy budynek znajdujący się w Krakowie w dzielnicy XIII przy ulicy Wiktora Heltmana 22, w Podgórzu.

## Historia
Ukończenie budowy willi miało miejsce w roku 1934. Niemiecki obóz pracy przymusowej, a potem koncentracyjny Plaszow powstał jesienią 1942 roku. Po wysiedleniu mieszkańców lokatorem willi został komendant obozu SS-Hauptsturmführer Amon Göth. Znany ze swoich sadystycznych, okrutnych zachowań, również sam mordował więźniów.
Po wojnie były w niej mieszkania komunalne, a od 1992 roku stanowi własność prywatną. W 2010 została wystawiona na sprzedaż. W latach 2017–2018 willa została odremontowana. 
W filmie Lista Schindlera Stevena Spielberga jako dom komendanta został wykorzystany tzw. Szary Dom.

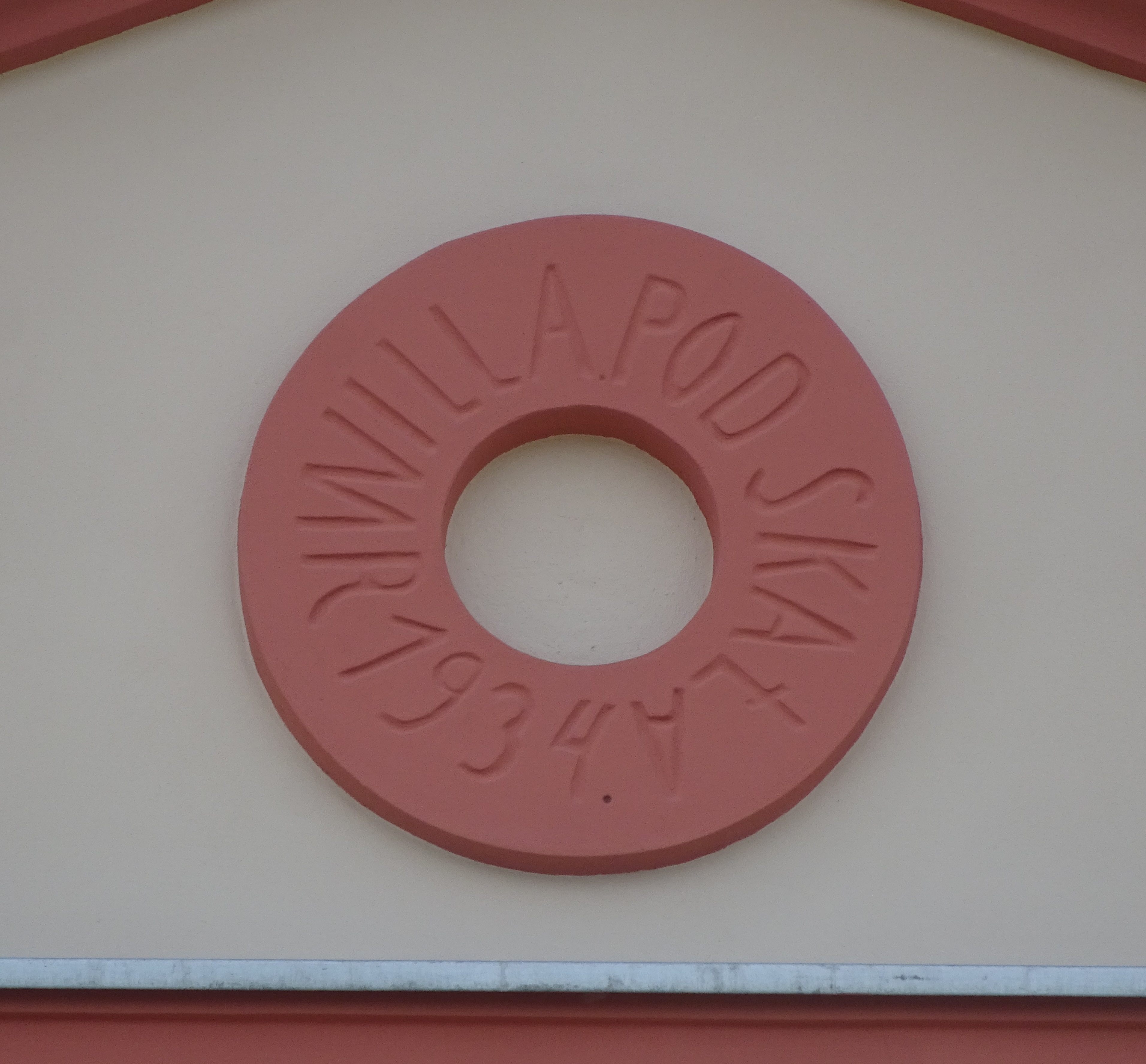
Godło domu umieszczone na szczycie elewacji frontowej – kółko z wpisanym w nie tekstem: „Willa Pod Skałą r 1934”, tzn. oryginalna, przedwojenna nazwa willi i rok ukończenia budowy.